# A háromtest-trilógia
A háromtest-trilógia Liu Ce-hszin (Liu Cixin) (pinjin: Liú Cíxīn) kínai író sci-fi regénysorozata. A kínai nyelven írt trilógia címének angol fordítása Remembrance of Earth's Past, azaz A Föld múltjának emlékezete, de sokan A háromtest-probléma néven is emlegetik, amely a trilógia első kötetének a címe. A sorozat első kötete, A háromtest-probléma lett 2015-ben az első ázsiai regény, amely megnyerte a Hugo-díjat, és a Nebula-díjra is jelölték.

## Könyvek

### Az eredeti trilógia
A háromtest-trilógia kötetei:
- A háromtest-probléma (三体), 2006; Pék Zoltán fordításban magyarul, 2018, Európa Könyvkiadó
- A sötét erdő (黑暗森林), 2008; Dranka Anita fordításban magyarul, 2018, Európa Könyvkiadó
- A halál vége (死神永生), 2010; Dranka Anita fordításban magyarul, 2019, Európa Könyvkiadó

### Kiegészítő kötet
- Bao Shu: Az idő oltárán (观想之宙) – Párhuzamos történet Liu Ce-hszin Háromtest-univerzumához, 2010 (online), 2011 (nyomtatásban); Szanyó Albert fordításában magyarul, 2023, Európa Könyvkiadó, 296 oldal, ISBN 9789635047642

## Sci-fi koncepciók

### Szophonok
A szophonok tizenegy dimenziós protonok, amelyeket a trisolarisiak részecskegyorsítókkal állítanak elő. A második dimenzióba helyezve, áramkörökbe ágyazva szuperszámítógépet hoznak létre, és a háromdimenziós térben nézve jellemzően egy proton méretűek, bár képesek dimenziót váltani, hogy a háromdimenziós térben változtassák méretüket. Vizuálisan bármit képesek rögzíteni, ezért másodlagos céljuk, hogy megfigyelő eszközként működjenek, és az általuk gyűjtött információkat kvantum-összefonódáson keresztül azonnal visszasugározzák egy másik szophonba. Trisolarisi gyártóik elsődleges célja, hogy megzavarják a földi részecskegyorsítókat, hiszen képesek a kilőtt részecskék útjába állni és megzavarni a kísérletek eredményeit, hatékonyan akadályozva a tudomány fejlődését. Mivel a háromdimenziós térben fénysebességgel képesek mozogni, egyetlen szophon képes megzavarni a Föld összes részecskegyorsítóját.

### Cseppek
A csepp alakú trisolarisi űrszondákat erős kölcsönhatású anyag borítja. Ennek az anyagnak köszönhetően erősebbek, mint bármely anyag a Naprendszerben, így ellenállnak minden fizikai támadásnak. Hajtóművük a háromdimenziós térben bármilyen irányban képes mozogni. Látszólag nem befolyásolja őket a tehetetlenség, képesek hirtelen és lehetetlen irányváltásokat tenni. Elsődleges támadási módszerük az, hogy faltörő kos módjára egyszerűen átütik a tárgyakat.

### Hibernáció
Az emberiség a Sötét erdő idejére kifejlesztette a kriogenikát, amely képes az emberi életet több száz évig megőrizni, bizonyos genetikai rendellenességektől eltekintve. Kezdetben – mielőtt még teljesen kifejlődött – a társadalmi egyenlőtlenség jelének tekintik, mint egy módot a gazdagok számára, hogy egyszerűen átugorják az évszázadokat a fejlettebb technológia, a béke és az emberi fejlődés korszakaiba. A trisolarisi invázió kezdetével azonban a kereslet szempontjából szinte értéktelen technológiává válik, mivel az emberek inkább természetes módon halnak meg egy a trisolarisiaktól még mindig mentes világban, mint hogy előreugorjanak a pusztulás korába. Emiatt csak a kutatók és bizonyos nagyra értékelt szakemberek használják a kriogenikát az idő átugrására.

### Kozmikus szociológia
A kozmikus civilizációk közötti elméleti kölcsönhatások tanulmányozása. Ezt a tudományterületet először Je Ven-csie (Ye Wenjie) karaktere javasolja a leendő falképző Luo Csi (Luo Ji)vel folytatott beszélgetésben. Ye Wenjie a kozmikus szociológia két axiómáját javasolja: „Az első: a civilizáció elsődleges szükséglete a túlélés. A második: a civilizáció folyamatosan növekszik és terjeszkedik, de a világegyetemben lévő anyag mennyisége állandó marad”. Miután falképzővé vált, Luo Csi (Luo Ji) a Je Ven-csie (Ye Wenjie) által szolgáltatott axiómákat felhasználva kitalálja a világegyetem sötét erdő elméletét és a sötét erdő elrettentés ötletét, hogy megállítsa a trisolarisiak invázióját.

## Fordítás
- Ez a szócikk részben vagy egészben  a   Remembrance of Earth's Past című angol Wikipédia-szócikk ezen változatának fordításán alapul.  Az eredeti cikk szerkesztőit annak laptörténete sorolja fel. Ez a jelzés csupán a megfogalmazás eredetét és a szerzői jogokat jelzi, nem szolgál a cikkben szereplő információk forrásmegjelöléseként.